# Космічне страхування

## Загальні відомості
Космічне страхування як вид є одним із наймолодших у світі і з кожним роком відіграє все більшу роль у забезпеченні економічного захисту космічної діяльності держав при реалізації космічних проектів, що здійснюються за участю як українських, так і закордонних інвесторів. Щорічно страхується більше як 15 космічних проектів [1].
Як супутники так і ракети-носії з моменту їхнього виготовлення і до експлуатації на орбіті піддаються небезпеці, яка може призвести до повного знищення об”єкта або порушення окремих окремих його функцій. Виділяють чотири основні стадії виникнення ризиків:
1. стадія виробництва;
2. передпускова стадія, яка включає в себе транспортування об'єкта, його на стартовому майданчику, завантаження ракети і підготовку до пуску;
3. стадію запуску, яка включає вихід супутника на орбіту і перевірку справності всіх систем;
4. стадію експлуатації.

Ризики, що виникають при реалізації космічних проектів, можна розділити на 4 види: технічні; відповідальності перед третіми особами; контрактні та фінансові; політичні та форс-мажорні [2].

## Види космічного страхування
1. Страхування ризиків пов'язаних із установленням і складанням(включає монтаж і наступні випробування ракет-носіїв, супутників і їх частин);
2. Передпускове страхування (включає всі ризики під час транспортування з приміщень виробника на стартовий майданчик, а також під час установлення, складання і підготовки до запуску);
3. Страхування пуску (включає всі ризики з моменту запуску до виходу супутника на задану орбіту);
4. Страхування на орбіті (включає покриття від усіх ризиків при загальній і частковій загибелі об’єкта на стадії експлуатації)[3].

## Державне космічне агентство України
Державне космічне агентство України  (ДКА  України)  є центральним   органом   виконавчої   влади, діяльність    якого
спрямовується і координується Кабінетом Міністрів України. Страхувальниками в кожному космічному проекті є кілька юридичних осіб, серед яких: замовник проекту; головний розробниквиготовлювач космічного апарата; головна компанія з надання носія виведення космічного апарата на задану орбіту («пускове агентство»); експлуатуюча організація, що володіє наземною космічною інфраструктурою. 
Страхування може бути проведено принципово двома різними способами: 
1. Кожен учасник проекту страхує свій ризик самостійно;
2. Учасники консолідуються й страхують свої ризики сумісно.

Звичайно, найбільш оптимальним із технічного й економічного погляду є принцип консолідації, тому що для кожного космічного проекту спеціально розробляється консолідована програма управління ризиками. Така програма є одним з необхідних елементів страхового обслуговування космічних ризиків і передує укладанню договору страхування. Програма узгоджується з усіма учасниками космічного проекту [4].

## Основні завдання державного космічного агентства України
1. Формування і реалізація державної політики у сфері космічної діяльності;
2. Здійснення підготовки та реалізація міжнародних проектів у сфері дослідження та використання космічного простору;
3. Забезпечення  нормативно-правового  регулювання  космічної діяльності;
4. Надання адміністративних послуг та здійснення контрольно-наглядової функції у сфері космічної діяльності;
5. Здійснення  управління  об'єктами  державної  власності  у сфері космічної діяльності;
6. Інформування  та  надання   роз'яснень   щодо   здійснення державної політики у сфері космічної діяльності [4].